# Paha guadalupensis
Paha guadalupensis är en skalbaggsart som beskrevs av Dajoz 1984. Paha guadalupensis ingår i släktet Paha och familjen barkbaggar. Inga underarter finns listade i Catalogue of Life.